# Tetrapogon
Tetrapogon és un gènere de plantes de la subfamília de les cloridòidies, família de les poàcies. És originari del Mediterrani, a l'Índia i a Sud-àfrica.

## Taxonomia
El gènere va ser descrit per René Louiche Desfontaines i publicat a Flora Atlantica 2: 388, pl. 256. 1799[1800]. L'espècie tipus és Tetrapogon villosus (Desfontaines, 1799).

## Citologia
Nombre de la base del cromosoma, x = 10. 2n = 20. 2 ploid. Cromosomes "petits".

## Etimologia
Tetrapogon: nom genèric que deriva del grec: tetra- i pogon que significa "quatre" i "barba", respectivament, en referència als flocs de pèls de la planta.

## Taxonomia
- Tetrapogon bidentatus
- Tetrapogon cenchriformis
- Tetrapogon cymbiferus
- Tetrapogon dubius
- Tetrapogon ferrugineus
- Tetrapogon flabellatus
- Tetrapogon macranthus
- Tetrapogon monostachyus
- Tetrapogon mossambicensis
- Tetrapogon spathaceus
- Tetrapogon tenellus
- Tetrapogon tetrastachys
- Tetrapogon triangularis
- Tetrapogon villosum
- Tetrapogon villosus[4]